# 小谷村ケーブルテレビ
小谷村ケーブルテレビ（おたりむらケーブルテレビ）は、小谷村にあるFTTH方式のケーブルテレビ局である。テレビ放送の再送信、自主放送、音声告知放送、インターネットのサービスがある。
2007年10月1日サービス開始。小谷村が長年にわたり村営で運営してきたが、加入者から要望が寄せられていたインターネット速度の向上・改善を目指して、公設民営型への移行を決断。2021年4月1日よりいずれも札幌市に本社を置く「ワイコム株式会社」および「フェニックスコミュニケーションズ株式会社」が同村のケーブルテレビ施設を運営している。

## サービスエリア
長野県北安曇郡小谷村

## 所在地
長野県北安曇郡小谷村大字中小谷丙131
- 小谷村役場2階にセンター設備・自主放送設備が設置されている。

## 主な放送チャンネル
- 在長CATVでも珍しく、東京キー局の再送信が行われない。

### 地上波系列別再送信局
| NHK-G       | NHK-E        | NNN        | ANN          | JNN      | FNN      |
| ----------- | ------------ | ---------- | ------------ | -------- | -------- |
| NHK長野総合 | NHK長野Eテレ | テレビ信州 | 長野朝日放送 | 信越放送 | 長野放送 |

### テレビ局
外部リンクの「小谷村ケーブルテレビ施設概要（H24.11改定）」も参考のこと。
| デジタル  | 放送局                         |
| --------- | ------------------------------ |
| TV011-012 | NHK長野総合                    |
| TV021-023 | NHK長野Eテレ                   |
| TV041-042 | テレビ信州                     |
| TV051-052 | 長野朝日放送                   |
| TV061-062 | 信越放送                       |
| TV081-082 | 長野放送                       |
| TV121     | 自主放送                       |
| TV122     | 自主放送（観光）               |
| BS101-102 | NHK BS                         |
| BS141-143 | BS日テレ                       |
| BS151-153 | BS朝日                         |
| BS161-163 | BS-TBS                         |
| BS171-173 | BSテレ東                       |
| BS181-183 | BSフジ                         |
| BS191-193 | WOWOW                          |
| BS200     | BS10                           |
| BS201     | BS10スターチャンネル           |
| BS211     | BS11                           |
| BS222     | TwellV                         |
| BS231     | 放送大学テレビ                 |
| BS232     | 放送大学テレビ(サブチャンネル) |
| BS234     | グリーンチャンネル             |
| BS236     | BSアニマックス                 |
| BS242     | J SPORTS 1                     |
| BS243     | J SPORTS 2                     |
| BS244     | J SPORTS 3                     |
| BS245     | J SPORTS 4                     |
| BS251     | BS釣りビジョン                 |
| BS252     | WOWOWプラス                    |
| BS255     | 日本映画専門チャンネル         |
| BS256     | ディズニー・チャンネル         |
| BS260     | J:COM BS                       |
| BS265     | BSよしもと                     |
| BS531     | 放送大学ラジオ                 |

### アナログ放送時代のチャンネル
| アナログ | デジアナ変換 | 放送局              |
| -------- | ------------ | ------------------- |
| 1        | ○            | 自主放送            |
| 3        |              | NHK衛星第一         |
| 4        | ○            | NHK長野総合         |
| 5        | ○            | テレビ信州（TSB）   |
| 6        | ○            | NHK長野教育         |
| 7        | ○            | 長野放送（NBS）     |
| 9        | ○            | 長野朝日放送（ABN） |
| 10       |              | NHK衛星第二         |
| 11       | ○            | 信越放送（SBC）     |

- サービス開始時期は『広報おたり』2007年8月号には、9月の予定と記載されていた[3]。
- 地上アナログ放送・地上デジタル放送。BSデジタル放送がバススルー方式で実施され、市販の対応テレビ等で視聴できる。
- 利用できる地上デジタル放送のチャンネルについては公式サイトに明記がないが「デジアナ変換」の予定は公表されている。